# Ministero dell'inferno
Ministero dell'inferno è l'unico album in studio del collettivo italiano TruceKlan, pubblicato il 13 marzo 2008 dalla Propaganda Records e dalla Vibrarecords.

## Descrizione
Il titolo dell'album è basato su un gioco di parole che si è originato dalla prima rima del brano Senza uscita di Noyz Narcos, presente in Verano zombie e che recita: «Mando un messaggio dall'inferno, un pacco bomba al ministero dell'interno». I temi trattano retoricamente il disagio esistenziale e la vita nell'ambiente di strada tramite un hardcore estremizzato, quasi horrorcore, tipico del TruceKlan (vedi Nato cattivo, Regresso tumorale e Deragliamento personale).
Ministero dell'inferno vanta un gran numero di collaborazioni con esponenti della scena hip hop italiana, tra cui Danno, Fabri Fibra, Kaos e la Dogo Gang, e non, come Miss Violetta Beauregarde e i Cripple Bastards. Le basi create da Lou Chano contengono riferimenti espliciti al metal e alla musica industriale. Nella traccia Bloodbath, Noyz Narcos, Duke Montana e Metal Carter rappano su un beat del beatmaker Lou Chano, ideatore e produttore del disco, che presenta parti di chitarra e basso suonate da Francesco Stoia dei Le Mani. Al brano Regresso tumorale ha partecipato il gruppo grindcore Cripple Bastards, eseguendo le parti di chitarra, basso e l'intero ritornello.

## Tracce
1. Gengis Khan – Intro – 2:37
2. Duke Montana e Noyz Narcos – The Gates of Hell – 3:00
3. Noyz Narcos – Underground Rap Star – 2:48
4. Mystic 1 e Chicoria – Trucemusick – 2:42
5. Duke Montana e Metal Carter – We Crave Hardcore Rap – 2:37
6. Dogo Gang – Dogologia – 4:17
7. Zinghero e 1 Zuckero – Vorebbero – 2:47
8. Metal Carter, Duke Montana e Noyz Narcos – Bloodbath – 2:57
9. Metal Carter – Nato cattivo – 2:36
10. Chicoria, Julia e Mr P – Per Kare – 3:22
11. Kaos – Pandemia RMX – 4:03
12. Noyz Narcos – T. Klan regime – 2:12
13. Cripple Bastards, Cole e Miss Violetta Beauregarde – Regresso tumorale – 3:05
14. Fabri Fibra, Cole e Duke Montana – Deadicated – 3:19
15. Danno – Deragliamento personale – 2:36
16. Cole, Zinghero, 1 Zuckero e Julia – Malavita – 2:27
17. Gente de Borgata – Non ce giocate – 3:19
18. Metal Carter, Mr P, Chicoria – Già vecchi – 3:59
19. Benetti DC e Pinta Facile Oi! – Tutto uguale tutto male – 2:24
20. Metal Carter, Santo Trafficante e Gel – Fai un passo – 3:27
21. Metal Carter e Santo Trafficante – Spazio per nessuno – 2:49
22. Noyz Narcos e Mystic 1 – Confesso tutto – 2:33